# Microschismus columella
Microschismus antennatus là một loài bướm đêm thuộc họ Alucitidae. Loài này có ở Nam Phi.